# آنا هوب هدسون
آنا هوب هدسون (بالإنجليزية: Anna Hope Hudson)‏ هي فنانة ورسامة أمريكية، ولدت في 10 سبتمبر 1869 في نيويورك في الولايات المتحدة، وتوفيت في 17 سبتمبر 1957.